# Paraprotus
Paraprotus is een geslacht van hooiwagens uit de familie Cosmetidae.
De wetenschappelijke naam Paraprotus is voor het eerst geldig gepubliceerd door Roewer in 1912. 

## Soorten
Paraprotus omvat de volgende 4 soorten:
- Paraprotus albithorax
- Paraprotus atroluteus
- Paraprotus quadripunctatus
- Paraprotus speciosus